# Дубровиця (Ниськівський повіт)
Дубровиця (пол. Dąbrowica) — село на Закерзонні в Польщі, у гміні Улянув Ніжанського повіту Підкарпатського воєводства.
Населення — 394 особи (2011).

## Історія
Після анексії поляками Галичини західне Надсяння півтисячоліття піддавалось інтенсивній латинізації та полонізації.
У 1831 році в селі було 50 греко-католиків, які належали до парафії Дубрівка Каньчузького деканату Перемишльської єпархії. На той час унаслідок насильної асиміляції українці західного Надсяння опинилися в меншості.
Відповідно до «Географічного словника Королівства Польського» у 1880 році село перебувало у Нисківському повіті Королівства Галичини та Володимирії Австро-Угорщини, у селі було 79 будинків і 408 мешканців.
На 1 січня 1939 року в селі мешкало 590 осіб (50 греко-католиків, 535 поляків, 5 юдеїв). Село входило до ґміни Яроцин Нисківського повіту Львівського воєводства Польщі.
У 1975—1998 роках село належало до Тарнобжезького воєводства.

## Демографія
Демографічна структура станом на 31 березня 2011 року:
|          | Загалом | Допрацездатний вік | Працездатний вік | Постпрацездатний вік |
| -------- | ------- | ------------------ | ---------------- | -------------------- |
| Чоловіки | 193     | 39                 | 137              | 17                   |
| Жінки    | 201     | 41                 | 116              | 44                   |
| Разом    | 394     | 80                 | 253              | 61                   |

## Прихід
Кількість греко-католиків у селі: 1831—50, 1843—42, 1873—31, 1883—35, 1903—34, 1913—20, 1939—78.